# 德魯 (喬治亞州)
德魯（英語：Drew）是位於美國喬治亞州福賽斯縣的一個非建制地區。該地的面積和人口皆未知。

## 地理
德魯的座標為34°12′30″N 84°13′11″W / 34.20833°N 84.21972°W，而該地的平均海拔高度為350米（即1148英尺）。